# 1348
Évszázadok: 13. század – 14. század – 15. század
Évtizedek: 1290-es évek – 1300-as évek – 1310-es évek – 1320-as évek – 1330-as évek – 1340-es évek – 1350-es évek – 1360-as évek – 1370-es évek – 1380-as évek – 1390-es évek
Évek: 1343 – 1344 – 1345 – 1346 –  1347 – 1348 – 1349 – 1350 – 1351 – 1352 – 1353

## Események

### Határozott dátumú események
- január 11. – I. Lajos magyar király serege az nápolyi hadjárat során Capuánál megveri a nápolyi sereget.
- január 17. – I. Lajos Aversában kivégezteti az öccse meggyilkolásában vétkesnek tartott Durazzói Károlyt.
- január 24. – A magyar sereg beveszi Nápolyt, de a sereget pestisjárvány tizedeli meg és a pápa sem támogatja ügyét.
- május – Látva a helyzet kilátástalanságát Lajos a sereget hátrahagyva visszatér Magyarországra. Ezt látva Johanna királynő az év folyamán sorra visszavívja a magyarok megszállta várakat. Lajos nyolc évre fegyverszünetet köt Velencével.
- május – A pestisjárvány eléri Angliát.
- június 19. – Erzsébet magyar anyakirálynő az általa építtetett óbudai prépostság temploma számára VI. Kelemen pápához folyamodik búcsú engedélyezésért.
- július 4. és szeptember 6. VI. Kelemen pápa bulláiban elveti azt a vádat, hogy a zsidók felelősek a pestisjárványért.[1]

### Határozatlan dátumú események
- A „fekete halál” pestisjárvány eléri Nyugat- és Közép-Európát.
- A prágai egyetem alapítása.
- Az első ismert európai papírüzem Franciaországban.

## Születések
- április 2. – IV. Andronikosz, bizánci császár (meghalt: 1385)
- bizonytalan dátum – John FitzAlan, Arundel bárója, Anglia marsallja (meghalt: 1379)

## Halálozások
- július 31./augusztus 10. – Büki István kalocsai érsek